# Veïnat de Llobatera
Veïnat de Llobatera – miejscowość w Hiszpanii, w Katalonii, w prowincji Girona, w comarce Gironès, w gminie Llagostera.
Według danych INE z 2005 roku miejscowość zamieszkiwały 53 osoby.